# セクストン・ブレイク
セクストン・ブレイク（英: Sexton Blake、ブレーク、セキストン・ブレーキの表記もある）は、イギリスのパルプ・マガジンおよびコミック・ストリップなどに登場する架空の探偵。別名「貧しきもののシャーロック・ホームズ」。
セクストン・ブレイクの物語は、1893年から1978年まで、英国を始めとする多くの国で英語およびその他の多くの言語で発表された。200人以上の作家によって4,000編以上の作品が書かれた。ブレイクものに取り組んだ作家のなかには、ジョン・クリーシー（John Creasey）、J・T・ストーリィ（Jack Trevor Story）、マイケル・ムアコックなども含まれる。
また、多くの無声映画、映画、ラジオドラマ、テレビドラマとなった。

## 書誌情報
セクストン・ブレイクが初登場したのは、「ハーフペニー・マーベル(Halfpenny Marvel)」誌6号（1893年12月10日）に掲載された「失踪した百万長者(The Missing Millionaire)」であった。作者はハリー・ブリス(Harry Blyth)で、ハル・メレデス(Hal Meredeth)というペンネームを使っていた。
それから、数編の作品に登場した後、『ユニオン・ジャック』誌、『セクストン・ブレイク・ディテクティヴ』誌、『セクストン・ブレイク・ライブラリ』誌、『ディテクティヴ・ウィークリィ』誌など様々な刊行物に彼の冒険が取り上げられるようになった。さらに1915年から1963年までに書かれた5つのシリーズ（ダイジェスト・サイズ版526号を含む）などがある。

一冊160ページの「セクストン・ブレイク・アニュアル」誌は、旧作の再掲と新作を載せることを特徴としていたが、1938年から1941年までしか続かなかった。
1905年の『ボーイズ・フレンド(Boy's Friend)』誌、そして、1907年から1913年の『ペニー・ピクトリアル(Penny Pictorial)』誌の多くの号にもブレイクものは掲載された。最初の長編（約60,000語）は『ボーイズ・フレンド』誌に発表されたものである。また当時、学校物語に人気があったことから、「ティンカー少年のスクールデイズ(Tinker’s schooldays)」が、同誌229号と232号に掲載された。
これらの成功を受けて、ついに彼自身をタイトルにした雑誌が作られることに決定し、1915年9月20日に発刊された『セクストン・ブレイク・ライブラリーズ』誌第1号には、悪役（ヴィラン）ウー・リン(Wu Ling)と ド・ボーモン男爵(Baron de Beauremon)が登場する「イエロータイガー(The Yellow Tiger)」が掲載された（作者はG・H・ティード(G.H.Teed)）。第2号には、ブレイクがCarlacとKewと戦った「Ill Gotten Gains（サルコス島の秘密）(The Secret of Salcoth Island)」が、第3号には「犯罪の影(The Shadow of his Crime)」、第4号には「ラージャの復讐(The Rajah's Revenge)」が掲載された。
他にブレイクが登場する『スーパー・ディテクティヴ・ライブラリ(Super Detective Library)』誌が1冊、「ダイアモンド狩り(Sexton Blake's Diamond Hunt)」というタイトルのコミック・ストリップ、4冊のハードカバー、より若年層を対象としたシリーズ、45冊のペーパーバックなどがある。

## キャラクターの変遷
長い歴史の中でブレイクのキャラクターはさまざまな変遷を経ている。
元々彼は、1800年代前半から続く探偵小説の流れに沿ったキャラクターとして創られた。だが1890年代下旬、ブレイクものの作者たちは、シャーロック・ホームズの存在を大きく意識するようになった。しかし1919年まで、ブレイクが際立った個性を主張することはなかった。
ストーリー・ペーパーの黄金時代はブレイクものとよくマッチした時代であったが、ブレイクはホームズよりもよりアクティブに、そしてさまざまなヴィランとの対決が強調されるようになっていった。
1956年、ウィリアム・ハワード・ベーカー（William Howard Baker）が『セクストン・ブレイク・ライブラリ』誌の編集長となり、さまざまな設定を変更した。ブレイクは、バークレー・スクエアの豪奢なオフィスへ引っ越し、秘書ポーラ・デイン(Paula Dane)（後にはマリオン・ラング(Marion Lang)）を雇った。また、ティンカー少年は、エドワード・カーター（Edward Carter）という本名を与えられた。
表紙絵は1940年代のものよりも更に衆目を捕らえるものとなり、新たな作者グループが参加することとなった。
ベーカーは1963年まで編集長としてとどまり、彼が最後に担当したタイトルは「最期の虎(Last Tiger)」であった。

## キャラクター
痩せ型でタカのような外見。体重は13ストーン（約82.6キログラム）。
山高帽（ボーラーハット）をかぶり、使い込まれた重いステッキを携行している。ロンドン周辺では、二頭立て馬車よりも自転車での移動を好む。
化学者、毒物学者で、指紋、インク、火器のオーソリティで、射撃、ボクシング、柔術、フェンシングの達人。また、クリケットを含むさまざまなスポーツで名声を有している。
趣味は多く、顕微鏡写真、宗教研究、暗号の作成と解読などがよく知られている。
若い頃、オックスフォード大学あるいはケンブリッジ大学で医学を学んでいる。
「抗毒素としてのメチレンブルーの使用に関する考察(Some information on the use of methylene blue as an anti-toxin)」「単指紋の分類法(Single-print classification)」「塩化ゼラチンによる指紋の偽造法(Finger-print forgery by the chromicized gelatine method)」「施状痕による火器の特定(Speculations on ballistic stigmata in fire-arms)」などの論文は欧州各国の警察で高く評価されている。
「ベーカー街インデックス」と名づけた犯罪百科事典の製作に継続的に取り組んでいる。
早朝の日課として、軽い帽子と重いハリスツイードのコートを着てリージェントパークもしくはハイドパークの散歩をする。帰宅後、新聞をチェックし、興味のある記事をベーカー街インデックスにスクラップする。
シャーロック・ホームズほど禁欲的ではなく、クライアントから支払われる報酬については常に正当な関心を払っている。
1907年、「セクストン・ブレイクの名誉(Sexton Blake's Honour)」で、悪の道へ堕ちた彼の兄弟、ヘンリー・ブレイク（Henry Blake）が登場した。また、「ディテクティヴ・ウィークリー(Detective Weekly)」誌第1号に発表された「セクストン・ブレイクの秘密(Sexton Blake's Secret)」で悪に染まったもう一人の兄弟、ナイジェル(Nigel Blake)の存在が明らかになった。

## 交友関係
「ユニオン・ジャック」誌53号に掲載された「Cunning Against Skill」で、ブレイクは路上生活を送っていたやせた孤児を保護し、彼は1950年代の全ストーリーを通じてティンカー少年(Tinker)として知られる少年助手となった。長年にわたる活躍の間に明るい瞳の少年は、強力な右フックを得意技とする有能な青年に成長した。
ティンカー少年は、直接的な行動で「親父サン(guv'nor ＝ブレイクのこと)」をアシストするだけでなく、ブレイクの犯罪ファイルを最新の新聞記事のスクラップでアップデートすることや犯罪研究室で彼の補助をするなども行い、ブレイクの助けとなった。
他の協力者として、デイリー・ラジオ社のデレク“スプラッシュ”・ペイジ(Derek "Splash" Page)、アメリカの調査員ラフ・ハンソン(Ruff Hanson)、スコットランド・ヤードのレナード主席警部（Chief Detective Inspector Lennard）、コーツ警部(Detective Inspector Coutts)、ヴェーナー警視(Superintendent Venner)などがいる。
1905年には、ハウスキーパーのバーデル夫人(Mrs Bardell)が登場する。彼女の英語の誤用っぷりは多くの物語で伝説となった。彼女は有能な料理人でもあり、クライアントがなにか食べるものや1杯の紅茶を必要とする場合には特にその点が際立った。また、1925年の「バーデル夫人のクリスマス・プディングの謎(The mystery of Mrs Bardell's Xmas pudding)」および、1926年の「バーデル夫人のクリスマス・イブ(Mrs Bardell's Xmas Eve)」では主役としてフィーチャーされた。
「ユニオン・ジャック」誌100号の「探偵犬(The Dog Detective)」において、ペドロ(Pedro)という名のブラッドハウンド犬が登場し、彼(?)はその後の物語において、多くの悪者を追い詰めることとなった。

## ヴィラン
- マドモアゼル・イヴォンヌ(Mademoiselle Yvonne)：ブレイクをひそかに慕う女賊
- ハクストン・ライマー博士：マッドドクター（外科医）
- ミスター・リース(Mr. Reece)：犯罪者連盟(Criminals' Confederation)の会長
- ウー・リン(Prince Wu Ling)：黄色甲虫団(Brotherhood of the Yellow Beetle)の王子
- クラヴィッチ伯爵：毒殺魔
- ジョージ・マーズデン・プルマー：元スコットランド・ヤード
- 超人ウォルドー：ウォルドー・ザ・ワンダーマン。超人的な体力とゴムのように柔軟な身体を持つ。後にブレイクの友人となる。
- ゼニス・ザ・アルビノ(Zenith the Albino)：深紅色の眼をもつ白子の怪盗
- レオン・ケストレル(Leon Kestrel)：Master Mummer

## 映画
舞台で上演されたセクストン・ブレイクものはいくつかあり、最も早いものは1907年の『贋金作り事件（The Case of the Coiners）』である。最初に映画化されたのは、1909年の『セクストン・ブレイク(Sexton Blake)』で、これはC・ダグラス・カーライル(C Douglas Carlisle)脚本による12分の短編である。この数年後には『セクストン・ブレイク対ケトラー男爵(Sexton Blake V Baron Kettler)』が製作された。
1914年には『紙マッチの手がかり(The Clue of the Wax Vesta)』や『ダイヤモンド・ベルトの謎(The Mystery of the Diamond Belt)』、『セクストン・ブレイク対マドモワゼル・イボンヌ(Sexton Blake Versus Mademoiselle Yvonne)』など、更に13本の30分もの無声映画作品が製作された。
1928年にはセカンドシリーズとして、『絹糸(Silken Threads)』や『二個めのゴブレット(The Clue of the Second Goblet)』など6本の無声映画が製作され、ブレイクをラングホーン・バートン(Langhorne Burton)が、ティンカー少年をミッキー・ブランフォード(Mickey Brantford)が演じた。
1930年代には、『セクストン・ブレイクと顎鬚の医者(Sexton Blake and the Bearded Doctor)』、悪女マダム・ロクサーヌ(Mme. Roxanne)が登場する『セクストン・ブレイクと令嬢(Sexton Blake and the Mademoiselle)』、『セクストン・ブレイクと覆面の恐怖(Sexton Blake and the Hooded Terror)』（悪役をトッド・スローター(Tod Slaughter)が演じている）など3本が製作され、原作はレックス・ハーディング(Rex Hardinge)、ブレイクはジョージ・カーゾン(George Curzon)、ティンカー少年はトニー・シンプソン(Tony Sympson)がつとめた。

## ラジオ・テレビ

### BBCラジオ
BBCラジオは1939年1月26日から1940年3月30日にわたり「Enter Sexton Blake」と題したラジオドラマシリーズを放送した。原作はフランシス・デューブリッジ(Francis Durbridge)の『セクストン・ブレイクの事件簿(A Case for Sexton Blake)』で、ブレイクはジョージ・カーゾンが、ティンカー少年はブライアン・ローレンス(Brian Lawrence)が演じた。また、1967年にも、ブレイク役をウィリアム・フランクリン(William Frankly)が演じた別のラジオドラマシリーズを放送している。

### ITV
ITVは、1967年から1971年までテレビドラマ『セクストン・ブレイク(Sexton Blake)』を放送した。このシリーズ中の「インヴィクタ・レイ(The Invicta Ray)」というエピソードではフード付きのコスチュームを着たヴィランが登場し、特殊な光線とコスチュームの効果で透明化する犯罪者というSF仕立ての描写が登場した。

### BBC
1968年11月28日から1971年1月31日までにBBCで9つのタイトル全30話が放送された。本作のブレイクは「灰色豹(The Grey Panther)」と名づけた白いロールス・ロイスに乗り、ブラッドハウンド犬のペドロを連れている。また、1978年に同じくBBCにおいて、「セクストン・ブレイクと魔神(Sexton Blake and the Demon God)」（著：サイモン・レイヴン(Simon Raven)）が短編のテレビ映画として製作された。
The show was originally produced by Rediffusion and Thames took over in 1968.
最初のタイトル（1-6話）には、サブタイトルとクレジットがついてない。
- （無題） 1-6話：1968年11月28日-1969年1月9日
- The Great Train Robbery. 7-8話：1969年1月16日-1969年1月23日
- The Great Soccer Mystery. 9-11話：1969年1月30日-1969年2月13日
- Sexton Blake and Captain Nemesis. 12-14話：1969年10月8日-1969年10月22日
- Sexton Blake verses The Gangsters. 15-17話：1969年10月29日-1969年11月12日
- Sexton Blake and the Frightened Man. 18-19話：1969年11月19日-1969年11月26日
- Sexton Blake and the Undertaker. 20-22話：1969年12月3日-1969年12月17日
- Sexton Blake and the Toy Family. 23-24話：1969年12月23日-1969年12月30日
- Sexton Blake and the Puff Adder. 25-30話：1970年12月9日-1970年1月13日

#### キャスト
- ローレンス・ペイン(en:Laurence Payne)：セクストン・ブレイク
- ロジャー・フォス(en:Roger Foss)：ティンカー少年／エドワード・クラーク
- ドロテア・フィリップス(en:Dorothea Phillips)：バーデル夫人
- アーネスト・クラーク(en:Ernest Clark)：カッツ警部(Inspector Cutts)
- レオナルド・サッチス(en:Leonard Sachs)：ヴァン・スティーン警部(Inspector Van Steen)
- メレディス・エドワーズ(en:Meredith Edwards)：“タフ”エヴァンス警部(Inspector (Taff) Evans)
- エリック・ランダー(en:Eric Lander)：カーディッシュ警部(Inspector Cardish)
- チャールズ・モーガン(en:Charles Morgan)：デイヴィス警部(Inspector Davies)

#### スタッフ
- プロデューサー： ロナルド・マリオット(Ronald Marriott)

## その他
78回転のレコードで「ポーツマス通りの殺人(Murder on the Portsmouth Road)」（7分間）がリリースされた。原作はドナルド・スチュアート(Donald Stuart)、ブレイク役にシャーロック・ホームズの映画に出演しているスター役者アーサー・ウォントナー(Arthur Wontner)が出演している。
あまり出来の良くないイラストが描かれたトランプのセットが1940年ごろに発売されている。
ブレイクはまたコミック化もされている。
In the Knockout comic and some annuals, started by artist Jos Walker and then taken over by Alfred Taylor for ten years, though the undoubted highlight was a strip drawn by Eric Parker who drew hundreds of memorable covers for the Sexton Blake Libraries, called "The Secret of Monte Cristo".

## 邦訳作品
- 1893年 失踪した百万長者　The Missing Millionaire
- 1895年 死者の目の謎 The Clue of the Dead Eyes　…「シャーロック・ホームズのライヴァルたち2」（'83 早川書房）に収録
- 1909年 モアハンプトンの怪事件　The Morehampton Mystery　…「世界鉄道推理傑作選1」（'79　講談社）に収録
- 年代不詳 崖の上の家　…「アップルビィ警部の事件簿」マイケル・イネス（'96　勉誠社）に収録